# West Falls
West Falls es un lugar designado por el censo ubicado en el condado de Wyoming en el estado estadounidense de Pensilvania. En el año 2010 tenía una población de 382 habitantes.

## Geografía
West Falls se encuentra ubicado en las coordenadas 41°27′4″N 75°51′51″O / 41.45111, -75.86417.. Según la Oficina del Censo de los Estados Unidos, West Falls tiene una superficie total de 1,22 mi² (3,2 km²), de la cual 1,07 mi² (2,8 km²) corresponden a tierra firme y 0,22 mi² (0,6 km²) es agua.